# Marek Domański (fotograf)
Marek Domański (ur. 1968 w Niemodlinie) – polski fotograf, nauczyciel akademicki, publicysta oraz profesor na Akademii Sztuk Pięknych im. Władysława Strzemińskiego w Łodzi.

## Życiorys
W latach 1990–1995 studiował na Państwowej Wyższej Szkoły Sztuk Plastycznych im. Władysława Strzemińkiego w Łodzi (obecnie Akademia Sztuk Pięknych im. Władysława Strzemińskiego w Łodzi). Po uzyskaniu dyplomu pracował jako asystent Grzegorza Przyborka. W 2024 prowadził Pracownię Obrazowania Fotograficznego w Instytucie Fotografii i Multimediów na Wydziale Sztuk Pięknych.
Jest członkiem Stowarzyszenia Artystów Św. Jerzego. W swojej twórczości porusza się głównie w obszarach fotografii dokumentalnej, inscenizowanej i otworkowej. Prace prezentuje zwykle w formie wielkoformatowych zdjęć pokrytych żywicą lub jako odbitki kontaktowe. Jest autorem wydanego w 2002 przez Wydawnictwo Wyższej Szkoły Humanistyczno-Ekonomicznej podręcznika dla studentów szkół wyższych Podstawy Fotografii. Poza tym był współautorem i redaktorem wielu monografii oraz albumów, jak np. Lodz - inconvenient city: 2006-2008 (2008), Factory of photography (2008), Pomniki wojenne: formy, miejsca, pamięć (2015), Fotografia i szaleństwo (2017), Fotografia i multimedia (2019), Borderland: tensions on the external borders of the European Union (2019) czy Balticum. Mare nostrum (2021).
11 maja 2020 postanowieniem Prezydenta Rzeczypospolitej Polskiej został mu nadany tytuł profesora.